# Imre Sátori
Imre Sátori (* 7. März 1937 in Budapest als Imre Schwertz; † 30. November 2010 in Budapest) war ein ungarischer Fußballspieler.

## Sportlicher Werdegang
Sátori begann mit dem Fußballspielen bei Budafoki MTE. 1958 wechselte der Stürmer innerhalb Budapests zum Csepel SC, mit dem er am Ende der Spielzeit 1958/59 aufgrund der besseren Tordifferenz gegenüber dem punktgleichen Titelverteidiger MTK Budapest FC den ungarischen Meistertitel gewann. 
Während der Klub in den folgenden Jahren den Erfolg nicht bestätigen konnte, rückte Sátori in den Kreis der ungarischen Nationalmannschaft. 1960 debütierte er für die Auswahlmannschaft, mit der er am Fußballwettbewerb der Olympischen Sommerspiele 1960 in Rom teilnahm. Nach der Halbfinalniederlage gegen Dänemark stürmte er im Spiel um den dritten Platz an der Seite von János Göröcs, Flórián Albert, Pál Orosz und János Dunai. Die letzten beiden erzielten die ungarischen Tore beim 2:1-Erfolg über die gastgebende italienische Mannschaft, der zur Bronzemedaille führte. Im Jahresverlauf bestritt er seine insgesamt fünf Länderspiele, blieb dabei aber ohne Torerfolg.
Nach dem Abstieg des Csepel SC 1961 wechselte Sátori zu FC Tatabánya, kehrte aber nach zwei Jahren zum wieder aufgestiegenen Csepel SC zurück. Ab 1967 ließ er beim später im MTK Budapest FC aufgegangenen Klub Egyetértés SC seine Laufbahn ausklingen, mit dem er Ende 1968 in die erste Liga aufstieg. Am Ende der Spielzeit 1969 stieg er mit dem Klub direkt wieder ab, 1970 beendete er seine Karriere.